# Муцио Атендоло Сфорца
Муцио или Муцо Атендоло Сфорца (на италиански: Muzio o Muzo Attendolo Sforza), псевдоним на Джакомо или Якопо Атендоло (на италиански: Giacomo (o Jacopo) Attendolo; * 28 май 1369, Котиньола, Емилия-Романя; † 4 януари 1424, Пескара), наричан още Сфорца, ло Сфорца или Великият Сфорца (Sforza, lo Sforza o il Grande Sforza), е основател на династията Сфорца, кондотиер, граф на Котиньола, гонфалониер на Църквата, велик конетабъл на Неаполитанското кралство.
Той също така е господар на Ачера, Акуапенденте, Апиче, Апричена, Баньо Виньони, Барлета, Беневенто, Бикари, Киузи, Фоджа, Лезина, Майори, Манфредония, Монтекио Емилия, Монтела, Орбетело, Орсара ди Пуля, Пиетрамонтекорвино, Прочено, Сан Бартоломео ин Галдо, Сан Лоренцо Нуово, Сан Северо, Савиняно Ирпино, Серакаприола, Торемаджоре, Трани, Троя и Васто.
Става един от най-известните кондотиери на своето време, поставяйки се в услуга на различни градове на Италия, от Северна до Централна, чак до Неапол. Бие се за Перуджа, Милано и Флоренция, служи на кралица Джована II Анжуйска в Неапол и се сражава против испанците. Служи при папа Мартин V, който го издига в римски граф.

## Произход
Атендоло – семейството на баща му Джовани († 1352), представлява клон на дребната аристокрация на Котиньола, посветен на земеделието и на „занаята на оръжието“. Джовани вероятно е главният мелничар на селището от гибелинската фракция и следователно се занимава с дребна военна дейност. Майката Елиза Петрачини (или Петрашини) е описвана като жена със суров характер.
Семейство Атендоло е в ожесточено съперничество с другото благородническо семейство на Котиньола – Пазолини, което често води до кървави сблъсъци.

## Биография

### Детство и ранна военна кариера
Говори се, че една вечер през май 1382 г. младият Джакомо, известен като Джакомуцо или Муцио, докато копае нивата, вижда войници от наемната дружина на Болдрино да Паникале да минават в търсене на нови попълнения. Привлечен от идеята, той хвърля мотиката нагоре: ако падне на земята, ще остане, а ако се заклещи в дърво, ще последва дружината. Мотиката се закачва за дъб, така че Джакомо, още ненавършил тринадесет години, открадва кон от баща си и последва войниците заедно с дванадесет други другари. През следващите две години той служи в дружината на Болдрино да Паникале първо като сакоман (най-нисшият ранг на едно копие (военна част)) и има задачата да бъде паж и да пази това, което му е поверено от главатаря на копиеносците. След това като пехотинец в служба на Скоручо да Сполето участва в различни набези в Марке и в районите на Сиена и на Перуджа.

### В дружината на Св. Георги
През 1385 г. той убива водача на копиеносците в ротата, в която служи, след спор за плячка в резултат на нападение близо до Фано; той се разминава само с изгонване. Обратно в Котиньола, баща му му дава четири коня като подарък, с които през 1386 г. той влиза за първи път в наемната дружина на Гуидо д'Ашано, а след това в Дружината на Св. Георги на Алберико да Барбиано. В тази дружина печели прозвището Сфорца заради отказа си да се обезсърчава и способността си да обръща ситуациите в своя полза или просто поради физическата си сила (говори се, че може да огъне подкова с ръце). Според други източници псевдонимът произлиза от „силата“ (на итал. forza), с която изисква повече плячка, отколкото му се полага. По време на своята дейност той се запознава с Брачо да Монтоне, Скорпиона, Тарантулата и Джанино да Луго, с когото има известно съперничество.

### Вражда с Пазолини и пристигане във Ферара
През зимата на 1388 г. той се завръща при семейството си в Котиньола. Тук той научава, че Мартино Пазолини, заедно с братята си, са отвлекли Джована, сгодена за брат му Бартоло. Тогава той организира наказателна експедиция срещу Пазолини, където успява да убие член на това семейство, но на свой ред е ранен при засада. По време на битката братята Тондуцо и Матео губят живота си. По-късно, след като събира сила от около десет копия, той отмъщава за смъртта на братята, като напада и убива двама от Пазолини, които заедно с братята са намерили убежище в Гранароло. Епизодът подтиква братята Бартоло, Бозио и Франческо (известен като Бекалето), както и братовчедите по бащина линия Микелето, Фоскино и Лоренцо, братовчеда по майчина линия Санто Паренте Петрачини и много други млади мъже от Котиньола и съседните градове да започнат кариера като наемнически войници с него.
Подсилен от малък отряд от двадесет копия, Джакомо отива по препоръка на Алберико да Барбиано във Ферара, където е добре приет от Алберто V д’Есте. Той остава на негова служба в продължение на четири години, през които отговаря за потушаването на бунтовете на някои бунтовнически села и печели значителна плячка за кондотиер на неговата възраст.

### В Умбрия
През 1392 г. отново преминава на заплата при Алберико да Барбиано. През следващите четири години воюва за Шарл III Анжуйски-Дуръс срещу Луи II Анжуйски-Валоа. През 1396 г. се присъединява към наемническата дружина на Чеколо Броля заедно с братовчед си Лоренцо, командващ 15 копия. През 1398 г. се мести в Перуджа, където се противопоставя на Пандолфо Бальони, който е изгонил Распанти (гилдиите на занаятчийската буржоазия, управляващи града) и Чеколино Микелоти, син на Микелото. Месец по-късно той поема командването на наемна рота от 100 копия заедно с Перино да Тортона в полза на перуджанците и ефективно се противопоставя на милициите, наети от Джан Галеацо Висконти, херцог на Милано. Благодарение на своята стойност печели гражданство на Перуджа, богати награди и бонус.
Докато е в Умбрия, се запознава с Лучия Терцани от Торджано, дъщеря на Орсо, местен сарач. Той никога не се жени за нея, но тя остава негова любовница до края на живота му и му ражда осем деца, включително любимия му Франческо, бъдещ херцог на Милано, първият от династията Сфорца.
През 1400 г. Перуджа се предава на Джан Галеацо Висконти. Сфорца за кратко преминава на заплата при миланците, командвайки сто копия, но обвинен от Перино да Тортона, че тайно подкрепя гвелфите, е уволнен и минава на заплата при врага, т.е. Флорентинската република. На служба при Медичите и командващ двеста копия заедно с Балдасаре Рангони, той се сблъсква с Висконти във Венето, благоприятствайки идването в Италия на Рупрехт фон Пфалц, крал на Германия. За услугите си е възнаграден, наред с други неща, с възможността да добави лъв на задни лапи към семейните хералдически знаци.
Вечен съперник на Анджело Тарталя – друг добре известен наемнически капитан, двамата често се оказват в битка заедно и също са свързани чрез роднински връзки (незаконният син на Сфорца се жени за дъщерята на Тарталя), но враждата им е вечна. По-късно Муцио се бие за Флоренция и през 1409 г. за Николо III д’Есте срещу Отобуоно де Терци.

### В двора на Неапол
В свитата на крал Ладислав Анжуйски-Дуръс, във война срещу Папската държава и Флорентинската република, Муцио спира в Неаполитанското кралство. След смъртта на суверена (6 август 1414 г.) той остава на служба на престолонаследника, сестра му Джована II Анжуйска-Дуръс. Той отива в Неапол, за да спечели благоволението на суверена, но отприщва ревността на Пандолфо Пископо, известен като „Пандолфело Алопо", фаворит на Джована II, който го арестува и затваря. Заплашен от войските на Сфорца, Пископо го освобождава, като му дава сестра си Катерина за съпруга и му предоставя огромното Графство Ариано, както и феодалното владение на Беневенто и Манфредония.
Няколко месеца по-късно кралица Джована II, вдовица на херцог Вилхелм I фон Хабсбург, решава по съвет на фракцията, която се противопоставя на Пископо, да се омъжи за французина Жак II дьо Бурбон-Ла Марш, при условие че той се задоволи с ранга на генерален викарий. Муцио се скарва с един от поддръжниците на Жак и е затворен. На 1 октомври Пископо е обезглавен и кралицата, лишена от най-близките си съюзници, се оказва отстранена. Скоро е организиран заговор срещу деспотичния Жак и тя си възвръща властта. Муцио е освободен на 6 ноември 1416 г. и възобновява позицията си на конетабъл и мястото си в двора.
През 1417 г. папа Мартин V моли Джована II да изпрати войски, за да се противопоставят на Брачо да Монтоне, Муцио Атендоло Сфорца отива там заедно със сина си Франческо. По-късно той се завръща в Неапол за кратко време срещу Серджани Карачоло – новия фаворит на кралицата, а през 1418 г. е назначен за гонфалониер на Църквата и поема командването на папските войски. Като такъв той участва в битката при Витербо на 14 юни 1419 г., по време на която е ранен от кондотиера Брандолино Конте Брандолини, патриций на Форли. През септември обаче Сфорца надделява, тъй като успява да залови Брандолини и Гатамелата – негов спътник, в Капитоне при Нарни: и двамата са освободени след откуп.
Папа Мартин V настоява Джована II да осинови престолонаследник, като неговият кандидат е Луи III Анжуйски-Дуръс. За да подкрепи претендента на Анжуйците, той изпраща Муцио Атендоло в Перуджа, за да победи Брачо да Монтоне. Въпреки това Жана номинира арагонския владетел Алфонсо V Арагонски за свой наследник.
Вследствие на враждебността на Карачоло кралицата нарушава споразумението с Алфонсо, който се опитва да я затвори. Муцио я отвежда благополучно в замъка на Ачера и Алфонсо заминава за Испания, оставяйки на Брачо да Монтоне задачата да защитава каузата му.

### Война за Акуила и смърт
През 1423 г. град Акуила е обсаден от Брачо да Монтоне, платен от Алфонсо V Арагонски, и кралица Джована II Анжуйска дава на Муцио задачата да отиде да помогне на града. Връщайки се от южните владения, той събира армията си в Ортона и преминава близо до крепостта на Пескара, също в арагонски ръце, за да следва виа Тибуртина Валерия, за да стигне до обсадения град. На 4 януари 1424 г., в опит да пресече река Пескара, заобикаляйки укрепленията, един от неговите пажове рискува да се удави и 54-годишният Муцио, в опит да го спаси, е понесен от водите и умира. Тялото му никога не е намерено. Наследен е от извънбрачния си син Франческо I Сфорца.
През 1949 г., 525 години след смъртта си, е създаден възпоменателен дистих на моста Рисорджименто в Пескара.

## Брак и потомство
Муцио Атендоло Сфорца се жени три пъти.
1. ∞ 1409 за Антония Салимбени (* 1369, † 1411), патриция на Сиена, от която има един син:
- Бозио I Сфорца (* 1411, Монтеджови (днес подселище на Кастел дел Пиано); † 1476, Парма), губернатор на Орвието и генерал на Сиенската република, граф на Котиньола, господар на Кастел'Аркуато, родоначалник на графовете на Санта Фиора и на кадетския клон Сфорца ди Санта Фиора, чрез брак граф на Санта Фиора; ∞ 1. 1439 за Чечилия Алдобрандески (* 1415, † 1451), дъщеря на Гуидо Алдобрандески, граф на Санта Фиора, от която има син и дъщеря ∞ 2. 1464 за Гризелда Ди Капуа, дъщеря на Матео Акуавива, херцог на Атри, от която има един син и две дъщери.

2. ∞ 1413 за Катерина Алопо († 1418), сестра на Пандолфело, от която има двама сина и вероятно една дъщеря:
- Джована Сфорца[N 4]
- Леонардо Сфорца (* 1415; † 1438, Милано)
- Пиетро Сфорца (* 1417, Беневенто; † 1442, Асколи Пичено), епископ на Асколи Пичено

3. ∞ 1419 за Мария Марцано († ок. 1440), херцогиня на Сеса и графиня на Челано, от която има двама сина:
- Бартоломео Сфорца (* 1420, Беневенто; † 1435, Сеса), граф на Челано
- Карло Сфорца (* 1423, Аверса; † 1457, Милано), архиепископ на Милано с името Габриеле Сфорца.

Има множество извънбрачни деца, по-късно узаконени.
От Тамира от Кали има син и дъщеря:
- Мансуето Сфорца (* ок. 1400, † 1467), епископ на Терамо и абат на абатство Сан Дзено (Верона)
- Онестина Сфорца (* 1402; † 1422, Болоня), бенедиктинска монахиня

От Лучия Терцани от Торджано (* 1380, Торджано; † 1461, Милано) има пет сина и три дъщери:
- Франческо Сфорца (* 6 или 8 март 1401, Сан Миниато; † 1466, Милано), господар и херцог на Милано; ∞ 1. 19 октомври 1418 в Неапол за Полисена Руфо (* 1400; † 17 юли 1420, Кариати), 1-ва принцеса на Росано и графиня на Кориляно и Монталто, от която има една дъщеря ∞ 2. април 1424 за Мария Джулия Калдора (* сл. 1400; † 1481, Мелфи), херцогиня на Мелфи и Веноза, графиня на Авелино, баронеса на Фридженто и господарка на Леонеса и Сан Феле, от която няма деца ∞ 3. 23 февруари 1432 (годеж), 25 октомври 1441 в църквата „Сан Сигизмундо“ в Кремона за Бианка Мария Висконти (* 31 март 1425, замъка на Сетимо Павезе; † 23 октомври 1468, Меленяно), узаконена дъщеря и единствена наследница на Филипо Мария Висконти, херцог на Милано, и на метресата му Аниезе дел Майно. Носи като зестра на Франчесо Понтремоли и Кремона, и обещанието да стане наследник на Миланското херцогство. Имат шест сина и две дъщери. Има неопределен брой извънбрачни деца (историците потвърждават 35 деца)
- Елиза Сфорца (* 1402, Чиголи; † 1476, Каяцо), ∞ 1412 за Леонето Сансеверино от господарите на Каяцо
- Алберико Сфорца (* 1403; † 1423, Аверса)
- Антония Сфорца (* 1404; † 1471, Милано), ∞ 1. 1417 за Ардицоне да Карара (* Падуа; † септ. 1441, Монтемарано) от господарите на Падуа, господар на Асколи Пичено, Чивитела дел Тронто и Офида, от когото има една дъщеря 2. 1442 г. за Манфредо да Барбиано (* Барбиано; † 1430, Мантуа), кондотиер, граф на Копертино и Кунио и господар на Бишелие, Казамасима, Кастел Болонезе, Конселиче, Конверсано, Джовинацо, Луго, Трани и Виньола
- Леоне Сфорца (* 1406, Кастелфиорентино; † 1440, Караваджо), кондотиер в армията на Франческо Сфорца; ∞ 1436 за Марсобилия, дъщеря на Корадо III Тринчи, последен господар на Фолиньо
- Джовани Сфорца (* 1407, Котиньола; † декември 1451 Павия), кондотиер на армиите на брат му Франческо, управлява владенията му в Кралство Неапол от 1432 г., губернатор на Асколи, господар на Фабриано и Терамо; ∞ 1419 за Лавиния Лавело
- Алесандро Сфорца (* 29 октомври 1409, Котиньола; † 3 април 1473, Пезаро), господар на Пезаро, Градара и Кастелнуово, велик конетабъл на Неаполитанското кралство; ∞ 1. за Костанца да Варано (* 1426, † 1447), поетеса, от която има двама сина ∞ 2. за Звева да Монтефелтро (* 1434, Урбино; † 8 септември 1478, Пезаро), игуменка и блажена, от която няма деца
- Орсола Сфорца (* 1411, Котиньола; † ок. 1460), монахиня кларисинка

- Франческо I Сфорца
- Алесандро Сфорца

### Други
- Muzio Attendolo Detto Lo Sforza, в Treccani.it – Enciclopedie on line, Istituto dell'Enciclopedia Italiana
- Piero Pieri, SFORZA, Muzio Attendolo detto lo, в Enciclopedia Italiana, Istituto dell'Enciclopedia Italiana, 1936
- Sforza, Muzio Attendolo detto lo, в Dizionario di storia, Istituto dell'Enciclopedia Italiana, 2010
- Sfòrza, Mùzio Attèndolo, на sapere.it, De Agostini
- Piero Pieri, ATTENDOLO, Muzio, detto Sforza, в Dizionario biografico degli italiani, vol. 4, Istituto dell'Enciclopedia Italiana, 1962
- Muzio Attendolo Sforza, на condottieridiventura.it
- Sforza. In: Meyers Großes Konversations-Lexikon. 6. Auflage. Bd. 18, Bibliographisches Institut, Leipzig 1902 – 1909, S. 396.
- Sforza, genmarenostrum.com

## Обяснителни бележки
1. ↑  Историята за мотиката изглежда е била „обогатена“ с подробности от фракцията на Брачо ди Монтоне, която е възнамерявала да посочи "селския" произход на противника. Паоло Джовио от друга страна разказва, че военната традиция е била добре вкоренена в семейство Атендоло и че следователно кариерата на наемен войник е била естествена.
2. ↑  Произходът на прякора Сфорца е различен в различните източници: някои говорят директно за физическата форма на Муцио, а други – за неговия насилнически и упорит характер.
3. ↑  Копие (lancia) – базово военно звено на наемнически дружини; в Италия обикновено се състои от копиеносец, оръженосец, паж и сакоман. Броят на компонентите може да варира в зависимост от страната на произход или според съответните нужди.
4. ↑  Спомената от някои източника, но не от Помпео Лита в неговата генеалогия.
5. ↑  В зависимост от източниците датите, имената и броят на децата от браковете варират.

## Библиографски бележки
1. ↑  Cecilia Brogi. Caterina Sforza, Arezzo, Alberti & C.Editori, 1996, с. 9.
2. ↑  Cecilia Brogi, Caterina Sforza (in Italian). Arezzo: Alberti & C. Editori, 1996, с. 11
3. ↑  Carlo Maria Lomartire, Gli Sforza. Il racconto della dinastia che fece grande Milano, Verona, 2018, с. 34-35 и 40-47.
4. ↑  Famiglia Anzani
5. ↑  L'antichità di Pescara, dibattito in Comune //   Pescara, 17 aprile 2019.

|  | Тази страница частично или изцяло представлява превод на страницата Giacomo Attendolo в Уикипедия на италиански. Оригиналният текст, както и този превод, са защитени от Лиценза „Криейтив Комънс – Признание – Споделяне на споделеното“, а за съдържание, създадено преди юни 2009 година – от Лиценза за свободна документация на ГНУ. Прегледайте историята на редакциите на оригиналната страница, както и на преводната страница, за да видите списъка на съавторите. ВАЖНО: Този шаблон се отнася единствено до авторските права върху съдържанието на статията. Добавянето му не отменя изискването да се посочват конкретни източници на твърденията, които да бъдат благонадеждни. |